# Могочинский район
Мого́чинский райо́н — административно-территориальная единица в Забайкальском крае Российской Федерации. В границах района существует одноимённый муниципальный округ.
Административный центр — город Могоча.

## География
Район расположен на северо-востоке Забайкальского края. Район граничит с Китаем по рекам Аргунь и Амур. Основные хребты: Борщовочный, Амазарский, Тунгирский, Черомный, Собачкин, Зап. Люндор, отроги Хорькового. Хребты значительно расчленены, с довольно крутыми склонами и широкими слабохолмистыми межгорными котловинами. Имеются месторождения золота, молибдена, стройматериалов и др.: Итакинское месторождение сурьмы и золота, Могочинское месторождение подземных вод, Уконикское месторождение золота и др.
Климат резко континентальный. Средняя температура в июле +14 ÷ + 18 °C (максимальная +37 °C). Зима продолжительная и холодная со средними температурами января −28 ÷ — 32 °C (абс. минимум −53 °C). Количество выпадающих осадков от 400 до 600 мм/год. Высота снежного покрова 12-18 см. Вегетационный период 120—150 дней. Характерно наличие многолетнемерзлых грунтов сплошного и островного распространения. Почвы преимущественно горные мерзлотно-таёжные глеевые оподзоленные, дерновые и типичные. В межгорных понижениях встречаются перегнойно-глеевые мерзлотные почвы. Преобладающим типом местности является горная тайга. Распространены лиственничные леса с ярусом из багульника на дренированных грунтах, редколесья с подлеском из ёрников, горные лиственнично-сосновые леса. Из рек наиболее крупные Амур, Шилка, Аргунь и Амазар.

## История
История района началась в 17 веке. В 1667 г. царский графолог Годунов начертил карту Сибири, где была отмечена территория будущего Могочинского района. С тех пор в этих местах стали селиться золотодобытчики.
В конце 19 начале 20 века с предстоящим строительством Транссибирской железной дороги была предопределена необходимость строительства железнодорожных станций, разъездов и переселение населения из более обжитых и густонаселённых районов России. Так, в 1908 г. появились станции Ксеньевская, Таптугары, Сбега, в 1910 г. — Пеньковая, Амазар. Для обслуживания движения по железной дороге в 1915 г. было построено паровозное депо на Ксеньевской станции, а в 1916 г. — на станции Могоча.
В 1911—1914 гг. была построена грунтовая дорога от Могочи до Тупика для связи Приамурья и Забайкалья с районами в бассейне р. Лена. С 1949 г. уже в полную силу работала зимняя автодорога Могоча — Чара, с 1960 г. её хозяином на долгие годы стала Удоканская экспедиция . В зимнее время эта дорога действовала до крайнего Севера Читинской области.
В 1901 г. появились сведения о рудном золоте на горе Ключи. Вскоре это месторождение стало отрабатываться. В годы советской власти это месторождение исследовалось, была доказана его перспективность. В ходе геологоразведочных работ западнее Ключей было открыто Давендинское месторождение молибденовых руд, содержащих примеси золота и меди. С 1936 г. возобновилась эксплуатация Ключевского месторождения золота, а с 1941 г. началась отработка Давендинского молебденового месторождения. Это повлекло за собой строительство автодороги ст. Могоча — пос. Ключевский, пос. Давенда — ст. Кислый Ключ, а также пос. Ключевский — пос. Давенда. Важное значение имела автодорога ст. Ксеньевская — с. Горбица (на р. Шилка).
В послевоенные годы большое значение для севера Читинской области имел автозимник Могоча — Тупик — Чара. По нему до ввода в эксплуатацию БАМа сюда доставлялись грузы для геологоразведочных и поисковых работ, в том числе для разведки Удоканского месторождения меди.
В 1937 г. в Могоче началось строительство аэропорта, который сыграл впоследствии большую роль в развитии сообщений Могочинского района.
В 80-х годах 20 в. началось строительство автодороги Дальний Восток — Забайкалье. Введение этой дороги в эксплуатацию положительно отразится на хозяйственном развитии района и региона в целом.
Район образован 4 января 1926 года. 10 июля 1959 года к нему была присоединена часть территории упразднённого Усть-Карского района.
В июне 2023 года все муниципальные образования района объединены в один Могочинский муниципальный округ.

## Население
| 2002    | 2007    | 2009    | 2010    | 2011    | 2012    | 2013    | 2014    | 2015    |
| ------- | ------- | ------- | ------- | ------- | ------- | ------- | ------- | ------- |
| 27 225  | ↘24 300 | ↘24 132 | ↗25 508 | ↘25 486 | ↗25 557 | ↗25 602 | ↘25 495 | ↘25 315 |
| 2016    | 2017    | 2018    | 2019    | 2020    | 2021    |         |         |         |
| ↘25 014 | ↘24 786 | ↘24 474 | ↘24 040 | ↘23 751 | ↘21 424 |         |         |         |

### Урбанизация
В городских условиях (город Могоча и пгт Амазар, Давенда, Ключевский, Ксеньевка) проживают 85,4 % населения района.

## Муниципально-территориальное устройство
В рамках организации местного самоуправления в границах района функционирует Могочинский муниципальный округ (в 2004—2023 гг. — муниципальный район).
В муниципальный район с 2004 по 2023 год входили пять городских и два сельских поселения:
| №        | Муниципальное образование | Административный центр          | Количество населённых пунктов | Население (чел.) | Площадь (км²) |
| -------- | ------------------------- | ------------------------------- | ----------------------------- | ---------------- | ------------- |
| 1e-06    | Городское поселение       |                                 |                               |                  |               |
| 1        | Амазарское                | пгт Амазар                      | 11                            | ↘1989            | 50,02         |
| 2        | Давендинское              | пгт Давенда                     | 2                             | ↘768             | 3,56          |
| 3        | Ключевское                | пгт Ключевский                  | 1                             | ↘934             | 36,52         |
| 4        | Ксеньевское               | пгт Ксеньевка                   | 5                             | ↘2656            | 855,51        |
| 5        | Могочинское               | город Могоча                    | 5                             | ↘12 689          | 69,38         |
| 5.000002 | Сельские поселения        |                                 |                               |                  |               |
| 6        | Сбегинское                | посёлок при станции Сбега       | 4                             | ↘1348            | 3082,80       |
| 7        | Семиозёрнинское           | посёлок при станции Семиозёрный | 4                             | ↘1040            | 1,06          |

В июне 2023 года муниципальный район и все входившие в его состав городские и сельские поселения были упразднены и преобразованы путём их объединения в Могочинский муниципальный округ.

## Населённые пункты
В Могочинском районе 28 населённых пунктов, в том числе один город, пять посёлков городского типа, а также 22 сельских населённых пункта:
| №  | Населённый пункт  | Тип                 | Население      | Бывшее муниципальное образование |
| -- | ----------------- | ------------------- | -------------- | -------------------------------- |
| 1  | Амазар            | пгт                 | ↘1959 (2021)   | Амазарское                       |
| 2  | Аникино           | село                | ↗6 (2021)      | Семиозёрнинское                  |
| 3  | Артеушка          | посёлок при станции | ↘75 (2021)     | Могочинское                      |
| 4  | Блок-Пост Потайка | станция             | ↘0 (2021)      | Амазарское                       |
| 5  | Горький           | посёлок             | →0 (2021)      | Ксеньевское                      |
| 6  | Давенда           | пгт                 | ↘583 (2021)    | Давендинское                     |
| 7  | Джелонда          | село                | ↘124 (2021)    | Сбегинское                       |
| 8  | Жанна             | посёлок при станции | ↘37 (2021)     | Амазарское                       |
| 9  | Итака             | пгт                 | ↘183 (2021)    | Ксеньевское                      |
| 10 | Кендагиры         | посёлок при станции | ↘36 (2021)     | Ксеньевское                      |
| 11 | Кислый Ключ       | посёлок при станции | ↘27 (2021)     | Ксеньевское                      |
| 12 | Ключевский        | пгт                 | ↘934 (2021)    | Ключевское                       |
| 13 | Колокольный       | посёлок при станции | ↘0 (2021)      | Амазарское                       |
| 14 | Ксеньевка         | пгт                 | ↘2431 (2021)   | Ксеньевское                      |
| 15 | Кудеча            | село                | ↘185 (2021)    | Давендинское                     |
| 16 | Малоковали        | посёлок при станции | ↘22 (2021)     | Амазарское                       |
| 17 | Могоча            | город               | ↘12 390 (2021) | Могочинское                      |
| 18 | Нанагры           | посёлок при станции | ↘47 (2021)     | Сбегинское                       |
| 19 | Пеньковая         | посёлок при станции | ↘2 (2021)      | Могочинское                      |
| 20 | Покровка          | село                | ↘9 (2021)      | Амазарское                       |
| 21 | Раздольное        | посёлок при станции | ↘1 (2021)      | Могочинское                      |
| 22 | Сбега             | посёлок при станции | ↘1563 (2021)   | Сбегинское                       |
| 23 | Семиозёрный       | посёлок при станции | ↘909 (2021)    | Семиозёрнинское                  |
| 24 | Таптугары         | посёлок при станции | ↘447 (2021)    | Семиозёрнинское                  |
| 25 | Тёмная            | посёлок при станции | ↘32 (2021)     | Сбегинское                       |
| 26 | Чалдонка          | село                | ↘226 (2021)    | Могочинское                      |
| 27 | Часовая           | село                | ↗5 (2021)      | Семиозёрнинское                  |
| 28 | Чичатка           | посёлок при станции | ↘10 (2021)     | Амазарское                       |

### Упразднённые населённые пункты
14 апреля 2000 года были упразднены село Нижняя Давенда и блокпост Бедовый.
19 декабря 2001 года были упразднены село Часовинка и поселок при железнодорожной станции Катарангра.
19 января 2005 года были упразднены поселок Медвежий Ключ и поселок при станции Чадор.
Полустанки: каз. 7008 км, каз. 7031 км, Никольский, сёла: Беловый и Караган.
21 апреля 2024 года упразднены станции Блок-Пост Красавка, Блок-Пост Тетёркин Ключ, Блок-Пост Утени и посёлок при станции Германовский.

## Экономика
Ведущее значение в экономике имеют Забайкальская железная дорога и горно-добывающая промышленность. Предприятия железнодорожного транспорта: Могочинское отделение Забайкальской железной дороги, локомотивное депо Могоча, золотодобычи: ЗАО «Рудник Александровский» , АО Рудник «Западная-Ключи», ПАО "Ксеньевский прииск, и лесопереработки: ООО «ЦПК Полярная», ООО «Забайкальская Ботай ЛПК», — составляют основу хозяйства района. По запасам золота район занимает одно из первых мест в крае. В 2016 году добыто 2174,4 кг золота. Энергообеспечение и теплоснабжение осуществляются от нескольких электростанций небольшой мощности.
Основная часть сельхозпродукции производится на личных подворьях и в подсобных хозяйствах. Жители занимаются охотой, различными видами таёжных промыслов.

## Образование и культура
Муниципальная образовательная система Могочинского района включает комитет образования и сеть образовательных учреждений, обеспечивающих реализацию образовательных программ дошкольного, основного общего и дополнительного образования. На сегодняшний день в районе работает 12 муниципальных школ (9 средних и 3 основных), в которых обучается 3062 человек и одно учреждение дополнительного образования детей «Центр детского творчества г. Могоча», 9 детских дошкольных учреждений и 1 филиал в п. Давенда, которые посещают 1380 ребёнка, 7 дошкольных групп при школах — 125 ребёнка и группа присмотра и ухода (частное предпринимательство) — 12 детей.
Основные учреждения здравоохранения на территории района: ГУЗ «Могочинская ЦРБ»; НУЗ «Узловая поликлиника на станции Могоча ОАО „РЖД“»; Участковая больница п. Ксеньевка; Участковая больница с. Тупик; Врачебная амбулатория.
В районе функционирует 15 библиотек, 12 клубов, Музей историко-краеведческий локомотивного депо в Могоче.
Издаётся еженедельная газета «Могочинский рабочий».